# GPRS

Сравнение максимально достижимого битрейта для разных стандартов мобильной связи
(логарифмическая шкала)

GPRS (МФА: [dʒiːpiːɑːɹˈɛs]; англ. General Packet Radio Service — «пакетная радиосвязь общего пользования») — надстройка над технологией мобильной связи GSM, осуществляющая пакетную передачу данных. GPRS позволяет пользователю сети сотовой связи производить обмен данными с другими устройствами в сети GSM и с внешними сетями, в том числе Интернет. GPRS предполагает тарификацию по объёму переданной/полученной информации, а не по времени, проведённому онлайн.

## Архитектура
Служба передачи данных GPRS надстраивается над существующей сетью GSM. На структурном уровне систему GPRS можно разделить на две части: подсистему базовых станций (BSS) и опорную сеть GPRS (GPRS Core Network).
В BSS входят все базовые станции и контроллеры, которые поддерживают пакетную передачу данных. Для этого BSC (Base Station Controller) дополняется блоком управления пакетами — PCU (Packet Controller Unit), а BTS (Base Transceiver Station) — кодирующим устройством GSM в форматы, используемые протоколами TCP/IP.
Шлюзы с внешними сетями (Internet, intranet, X.25) называют GGSN (Gateway GPRS Support Node). Обмен информацией между SGSN и GGSN происходит на основе IP-протоколов.
Также в состав GPRS Core входят DNS (Domain Name System) и Charging Gateway (шлюз для связи с системой тарификации).

## Принцип работы
При использовании GPRS информация собирается в пакеты и передаётся через не используемые в данный момент голосовые каналы. Такая технология предполагает более эффективное использование ресурсов сети GSM. При этом, что именно является приоритетом передачи — голосовой трафик или передача данных — выбирается оператором связи. Федеральная тройка в России использует безусловный приоритет голосового трафика перед данными, поэтому скорость передачи зависит не только от возможностей оборудования, но и от загрузки сети. Возможность использования сразу нескольких каналов обеспечивает достаточно высокие скорости передачи данных, теоретический максимум при всех занятых таймслотах TDMA составляет 171,2 кбит/c.
Существуют различные классы GPRS, различающиеся скоростью передачи данных и возможностью совмещения передачи данных с одновременным голосовым вызовом.

## Классы
GPRS классы характеризуют возможности устройства, поддерживающего GPRS; класс состоит из двух частей.

### Первая часть класса
указывает на возможности по совместному использованию голосовых и пакетных (GPRS) сервисов.
- Class A — подразумевает одновременное использование: можно одновременно совершать/принимать вызов и принимать передавать данные. На июнь 2005 года устройств класса А не производят.
- Class B — подразумевает автоматическое переключение между сессиями: в перерывах между сеансами приёма/передачи данных (даже если сессия не прервана) можно совершать голосовые звонки.
- Class C — подразумевает использование только одного вида сервиса, применяется в GPRS-модемах.

### Вторая часть класса
указывает на возможности по скорости обмена данными, так называемые мультислот-классы.
| Класс | Приём | Передача | Всего | Старт |
| ----- | ----- | -------- | ----- | ----- |
| 1     | 1     | 1        | 2     | 4     |
| 2     | 2     | 1        | 3     | 3     |
| 3     | 2     | 2        | 4     | 3     |
| 4     | 3     | 1        | 4     | 3     |
| 5     | 2     | 2        | 4     | 3     |
| 6     | 3     | 2        | 4     | 3     |
| 7     | 3     | 3        | 4     | 3     |
| 8     | 4     | 1        | 5     | 2     |
| 9     | 3     | 2        | 5     | 2     |
| 10    | 4     | 2        | 5     | 2     |
| 11    | 4     | 3        | 5     | 2     |
| 12    | 4     | 4        | 5     | 2     |
| 13    | 3     | 3        | n/a   | 3     |
| 14    | 4     | 4        | n/a   | 3     |
| 15    | 5     | 5        | n/a   | 3     |
| 16    | 6     | 6        | n/a   | 2     |
| 17    | 7     | 7        | n/a   | 1     |
| 18    | 8     | 8        | n/a   | 0     |
| 19    | 6     | 2        | n/a   | 2     |
| 20    | 6     | 3        | n/a   | 2     |
| 21    | 6     | 4        | n/a   | 2     |
| 22    | 6     | 5        | n/a   | 2     |
| 23    | 6     | 6        | n/a   | 2     |
| 24    | 8     | 2        | n/a   | 2     |
| 25    | 8     | 3        | n/a   | 2     |
| 26    | 8     | 4        | n/a   | 2     |
| 27    | 8     | 5        | n/a   | 2     |
| 28    | 8     | 6        | n/a   | 2     |
| 29    | 8     | 8        | n/a   | 2     |
| 32    | 5     | 3        | 6     | 2     |
| 33    | 5     | 4        | 6     | 2     |
| 34    | 5     | 5        | 6     | 2     |

Где:
- Приём — максимальное доступное устройству число тайм-слотов для приёма данных.
- Передача — максимальное доступное устройству число тайм-слотов для передачи данных.
- Всего — максимально доступное устройству число одновременно используемых тайм-слотов.

Примечание: число активных таймслотов на одной частоте выделенных для GPRS обычно ограничено оператором связи до 5 (class10: 4 + 2 = 6, но одновременно в данную секунду можно использовать только 5).
Умножив количество таймслотов на пропускную способность используемой кодовой схемы, получаем максимальную скорость приёма/передачи данных.
Те же классы используются и для EGPRS (EDGE).

## Скорость передачи
Передача данных разделяется по направлениям «вниз» (downlink, DL) — от сети к абоненту, и «вверх» (uplink, UL) — от абонента к сети. Мобильные терминалы разделяются на классы по количеству одновременно используемых таймслотов для передачи и приёма данных. Телефоны середины 2000-х годов поддерживали до 4 таймслотов одновременно для приёма по линии «вниз» (то есть могли принимать 85 кбит/с по кодовой схеме CS-4), и до 2 для передачи по линии «вверх» (class 10 или 4+2,  всего одновременно можно занять 5). Телефоны конца 2000-х годов поддерживают class 12 (или 4+4, всего одновременно 5).
Абоненту, подключенному к GPRS, предоставляется виртуальный канал, который на время передачи пакета становится реальным, а в остальное время используется для передачи пакетов других пользователей. Поскольку один канал могут использовать несколько абонентов, возможно возникновение очереди на передачу пакетов, и, как следствие, задержка связи. Например, современная версия программного обеспечения контроллеров базовых станций допускает одновременное использование одного таймслота шестнадцатью абонентами в разное время и до 5 (из 8) таймслотов на приём на частоте, итого — до 80 абонентов, пользующихся GPRS на одном канале связи (средняя максимальная скорость при этом 21,4*5/80 = 1,3 кбит/с на абонента).
Другой крайний случай — пакетирование таймслотов в один непрерывный с вытеснением голосовых слотов на другие частоты (при наличии голосовых абонентов и с учётом приоритета сети на голос или передачу данных). При этом телефон, работающий в режиме GPRS, принимает все пакеты на одной частоте и подряд (пакетирование: 5 слотов — данные и 3 последних слота — голосовые) и не тратит времени на переключение частот. В этом случае скорость передачи данных достигает максимально возможной, как и описано выше, 4+2 таймслота (class 10) или 4+4 (class 12), т.е 21,4 кбит/с *4 = 85 кбит/с на абонента.
Для абонента EDGE используется более скоростная кодовая схема (до 59,2 кбит/с на слот, т.е почти в 3 раза).
Технология GPRS использует GMSK-модуляцию. В зависимости от качества радиосигнала данные, пересылаемые по радиоэфиру, кодируются по одной из 4 кодовых схем (CS1—CS4). Каждая кодовая схема характеризуется избыточностью кодирования и помехоустойчивостью, и выбирается автоматически в зависимости от качества радиосигнала. По той же схеме и используя то же самое оборудование, работает и технология EDGE, но внутри таймслота EDGE используется другая, более плотная, упаковка информации (модуляция 8PSK).

## Интеграция с Интернетом
GPRS по принципу работы аналогична Интернету: данные разбиваются на пакеты и отправляются получателю (не обязательно одним и тем же маршрутом), где происходит их сборка. При установлении сессии каждому устройству присваивается уникальный адрес, что по сути превращает его в сервер. Протокол GPRS прозрачен для TCP/IP, поэтому интеграция GPRS с Интернетом не заметна конечному пользователю. Пакеты могут иметь формат IP или X.25, при этом не имеет значения, какие протоколы используются поверх IP, поэтому есть возможность использования любых стандартных протоколов транспортного и прикладного уровней, применяемых в Интернете (TCP, UDP, HTTP, HTTPS, SSL, POP3, XMPP и др.). Также при использовании GPRS мобильный телефон выступает как клиент внешней сети, и ему присваивается IP-адрес (постоянный или динамический).

## Применение
- Мобильный доступ в Интернет с приемлемой скоростью передачи данных, быстрым соединением и тарификацией по количеству переданных/полученных данных.
- Мобильный и безопасный доступ сотрудников к корпоративным сетям, удалённым базам данных, почтовым и информационным серверам предприятий.
- Телеметрия. Устройство может оставаться в подключённом состоянии, не занимая при этом отдельный канал. Такая услуга востребована службами охраны (сигнализация), банками и платёжными системами (установка банкоматов, терминалов оплаты услуг), в промышленности (датчики и счётчики различного рода, например по ходу нефте- и газопроводов).
- Спутниковый мониторинг транспорта.

## GPRS в России
В России внедрение технологии GPRS стартовало в 2000 году, когда в московском регионе тестовую эксплуатацию начали операторы Beeline и МТС. Внедрение технологии оператором МТС сопровождалось существенными сложностями и сбоями в работе сети. 21 июня 2001 года Вымпелком  первым среди российских компаний запустил в опытно-коммерческую эксплуатацию полномасштабную сеть GPRS в Москве и Московской области. Коммерческую эксплуатацию Beeline начала в апреле 2002 года, а МТС в мае 2003 года.